# 茨城県道218号大塚真壁線

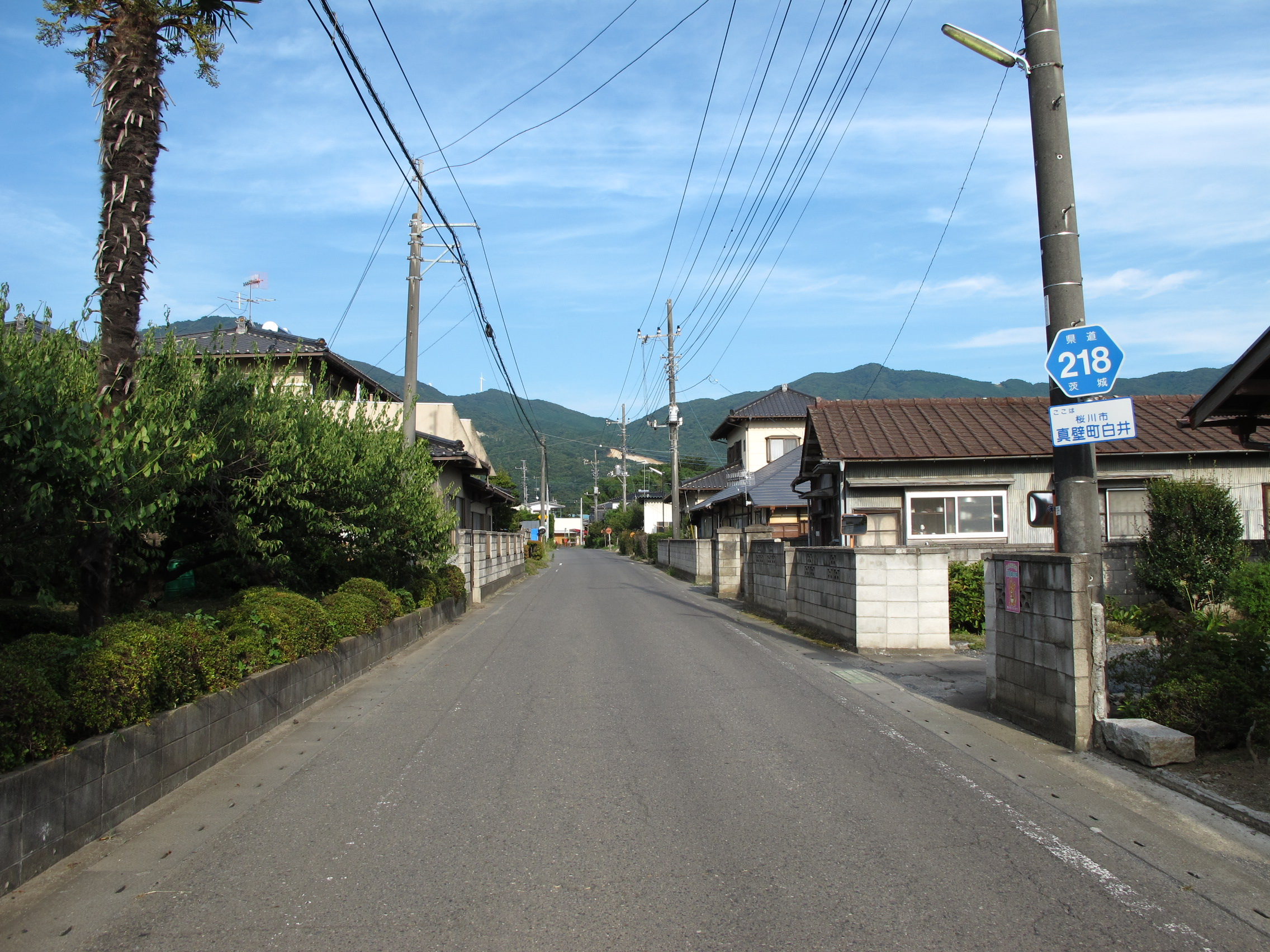
茨城県道218号大塚真壁線
桜川市真壁町白井（2012年8月）

茨城県道218号大塚真壁線（いばらきけんどう218ごう おおつかまかべせん）は、茨城県石岡市大塚から桜川市真壁町白井に至る一般県道である。

## 概要
起点である石岡市大塚と終点の桜川市真壁町白井までを、筑波山地の一本杉峠を越えて東西に結ぶ県道路線。大塚から一本杉峠までの東側半分の区間と、真壁側の山麓部は車両通行可能であるが、一本杉峠から真壁側の未舗装区間は「この先車両通行不能」の現地案内標識が建てられており実質的に歩行者以外通行することはできない。特に、この真壁側の峠道は一部の酷道マニアの間で話題に挙がるほど荒れた県道として知られており、サイト検索では必ずヒットするほど茨城県内随一のいわゆる険道としても紹介されている。数キロメートル (km) 南側を茨城県道7号が走っており、こちらが迂回路となる。

### 路線データ
- 起点：茨城県石岡市大塚字池袋2135番4地先（茨城県道64号土浦笠間線交点）[1]
- 終点：茨城県桜川市真壁町白井543番地先（茨城県道41号つくば益子線交点）[1]
- 総延長：9.271 km[2]
- 重用延長：なし[2]
- 未供用延長：なし[2]
- 実延長：9.271 km[2]
- 自動車交通不能区間延長[注釈 1]：5.717 km[2]

## 歴史
1959年（昭和34年）10月14日、新たな県道として新治郡八郷町大字大塚を起点とし、真壁郡真壁町を終点とする区間を本路線とする県道大塚真壁線として茨城県が県道路線認定した。1995年（平成7年）に整理番号218となり現在に至る。

### 年表
- 1944年（昭和19年）6月14日：現在の路線の前身である（旧）県道大塚真壁線が路線認定される[3]。
- 1959年（昭和34年）10月14日
  - 現在の路線が路線認定される（図面対象番号251）[4]。
  - 道路の区域は、新治郡八郷町大字大塚の県道八郷稲田線[注釈 2]分岐から真壁郡真壁町大字白井の県道岩瀬真壁線[注釈 3]交点までと決定される[5]。
- 1983年（昭和58年）5月2日：新治郡八郷町大字大塚地内の県道八郷稲田線の旧道区間（928m）を編入[1]。
- 1995年（平成7年）3月30日：整理番号307から現在の番号（整理番号218）に変更される[6]。

## 路線状況

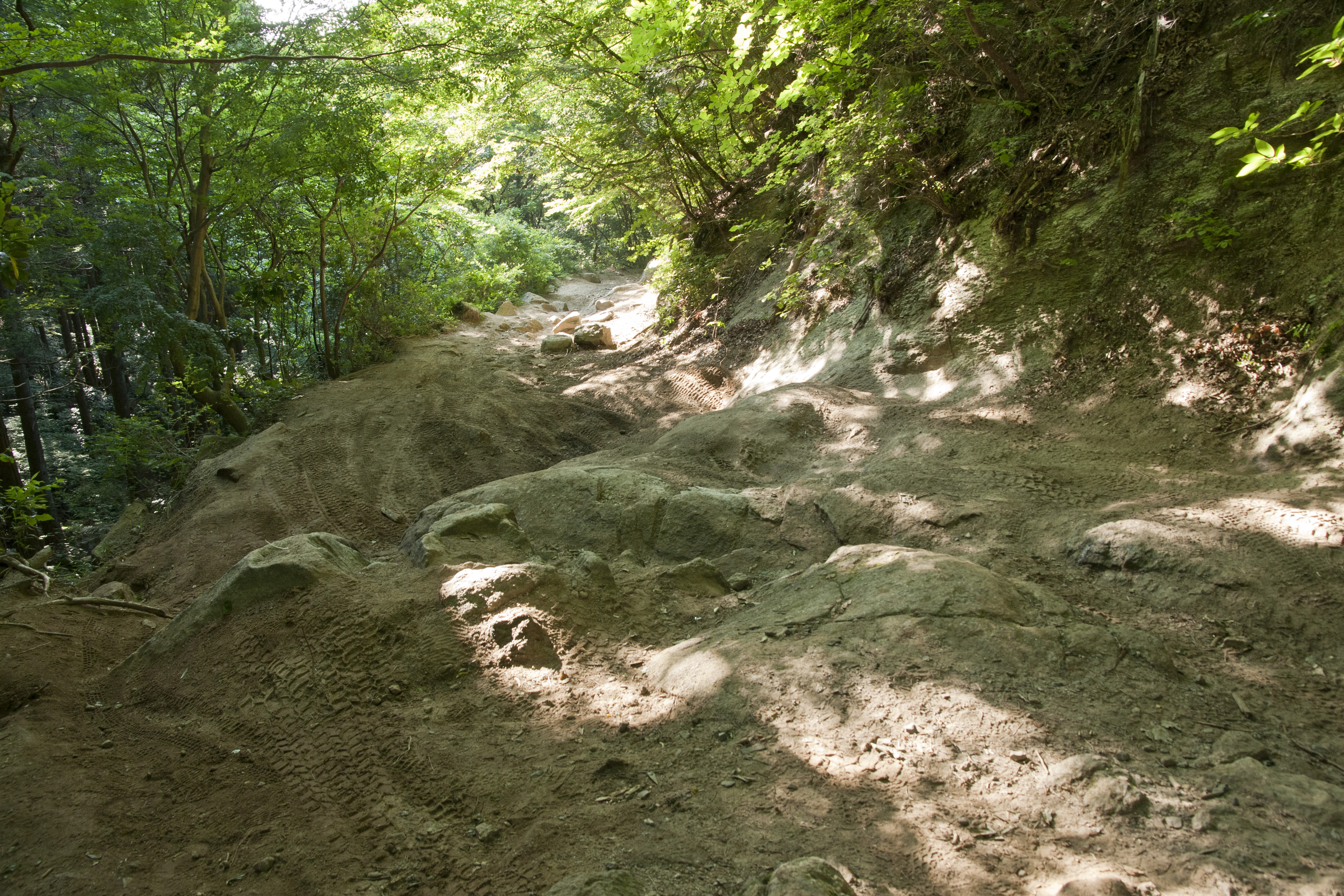
一本杉峠以西の218号線（桜川市真壁町白井）

山麓部を除くほとんどの区間が未舗装。

### 通行不能区間
北筑波稜線林道と交差する一本杉峠から桜川市白井の山麓部までの区間は廃道同然に荒れており、四輪車は通行不可能である。

### 道路施設
- 坂口橋（二神川、桜川市真壁町白井）

## 地理

### 通過する自治体
- 茨城県
  - 石岡市 - 桜川市

### 交差する道路
- 茨城県道64号土浦笠間線（起点・石岡市大塚）
- 北筑波稜線林道（一本杉峠）
- 茨城県道41号つくば益子線（終点・桜川市真壁町白井）